# Bostjan Kline
Bostjan Kline nació el 9 de marzo de 1991 en Maribor (Eslovenia), es un esquiador que tiene 1 victoria en la Copa del Mundo de Esquí Alpino (con un total de 3 podios).

## Resultados

### Campeonatos Mundiales
- 2013 en Schladming, Austria
  - Super Gigante: 30.º
- 2015 en Vail/Beaver Creek, Estados Unidos
  - Descenso: 33.º
- 2017 en St. Moritz, Suiza
  - Descenso: 7.º

### Copa del Mundo

#### Clasificación General Copa del Mundo
- 2010-2011: 130.º
- 2011-2012: 135.º
- 2012-2013: 120.º
- 2014-2015: 101.º
- 2015-2016: 24.º

#### Victorias en la Copa del Mundo (1)

##### Descenso (1)
| Fecha                 | Lugar     |
| --------------------- | --------- |
| 24 de febrero de 2017 | Kvitfjell |